# Сомалийско-кенийский конфликт
Сомалийско-кенийский конфликт был проблемой в Кении с колониального периода. Проблемы варьировались от мелких стычек между двумя общинами до террористических атак, преследований со стороны полиции, вымогательства, вторжений в дома, физического насилия и массовых убийств сомалийцев и кенийцев.

## История
На протяжении большей части XX века Северный пограничный округ (NFD) был частью региона Джубаленд на территории современного южного Сомали. 26 июня 1960 года, после предоставления Британскому Сомали независимости, британское правительство заявило, что все населенные сомалийцами районы Восточной Африки должны быть объединены в один административный регион. Однако после роспуска бывших британских колоний в регионе Великобритания предоставила управление Северным пограничным округом кенийским националистам, несмотря на неформальный плебисцит, продемонстрировавший подавляющее желание населения региона присоединиться к недавно образованной Сомалийской республике. Накануне независимости Кении в августе 1963 года британские официальные лица с опозданием осознали, что новая кенийская администрация не желает отказываться от населенных сомалийцами районов, которыми она только что получила управление. Во главе с Народной прогрессивной партией Северной провинции (NPPPP) сомалийцы в NFD активно стремились к воссоединению со своими родственниками в Сомалийской Республике на севере. В ответ правительство Кении приняло ряд репрессивных мер, направленных на то, чтобы сорвать их усилия в так называемой войне с "шифта". Хотя конфликт закончился прекращением огня, сомалийцы в регионе по-прежнему идентифицируют себя и поддерживают тесные связи со своими родственниками в Сомали. Они традиционно заключают браки внутри своей общины и образовали сплоченную этническую сеть.

## Мелкие стычки
В период с 2010 по 2012 год сомалийские пастухи в районе Китуи в Восточной провинции столкивались с кенийской общиной камба на границе рек Китуи и Тана. Конфликт был связан с пастбищами для скота.

## Массовые убийства

### Резня в Гариссе
Резня в Гариссе — массовое убийство этнических сомалийцев, устроенное кенийским правительством в округе Гарисса Северо-Восточной провинции в 1980 году. Инцидент произошел, когда правительственные силы, действуя под предлогом поимки местного крниминального элемента, известного как Абди Мадобе, подожгли жилой комплекс под названием Булла Картаси, убивая людей и насилуя женщин. Затем они насильно интернировали население в начальной школе на три дня без еды и воды, в результате чего погибло более 3000 человек.

### Резня в Вагалле
Резня в Вагалле — массовое убийство этнических сомалийцев силами безопасности Кении 10 февраля 1984 года в округе Ваджир Северо-Восточной провинции.
Резня произошла 10 февраля 1984 года на взлетно-посадочной полосе Вагалла. Объект находится примерно в 15 км к западу от столицы округа Ваджир в Северо-Восточной провинции, регионе, населенном в основном этническими сомалийцами. Кенийские войска высадились в этом районе, чтобы, как сообщается, помочь урегулировать клановый конфликт. Однако, согласно показаниям очевидцев, около 5000 сомалийских мужчин были затем доставлены на взлетно-посадочную полосу и лишены доступа к воде и еде в течение пяти дней, после чего были казнены кенийскими солдатами.
По словам председателя Комиссии по установлению истины, справедливости и примирению Кении, правительственного надзорного органа, который был сформирован в ответ на насилие в Кении после выборов 2008 года, резня в Вагалле представляет собой худшее нарушение прав человека в истории Кении.

### Резня в университетском колледже Гариссы
2 апреля 2015 г. боевики штурмовали Университетский колледж Гариссы в Кении, убив 147 человек (студентов) и ранив 79 или более человек. Ответственность за нападение взяла на себя группировка боевиков «Аш-Шабааб» из южного Сомали, откуда, по утверждениям боевиков, прибыли боевики. Боевики взяли в заложники более 700 студентов, освободив мусульман, а также убили и насиловали тех, кто идентифицировал себя как христиан. Осада закончилась в тот же день, когда все четверо нападавших были убиты. Позже в связи с нападением были арестованы пятеро мужчин, а за арест подозреваемого организатора была назначена награда.
Это нападение стало самым смертоносным в Кении после взрывов в посольстве США в 1998 году и вторым по смертности в целом, с большим количеством жертв, чем теракты в Момбасе в 2002 году, теракт в торговом центре Вестгейт в 2013 году, взрывы автобусов в Найроби в 2014 году, взрывы в Гикомбе в 2014 году, атаки Мпекетони в 2014 году и атаки в Ламу в 2014 году.

## Конфликт 2012–2013 годов
В октябре 2011 года против «Аш-Шабааб» началась скоординированная операция «Линда Нчи» сомалийских и кенийских военных. Официально миссию возглавляли Вооруженные силы Сомали, а кенийские силы выполняли роль поддержки.
С момента начала операции «Аш-Шабааб» поклялась отомстить кенийским властям. По наущению группы боевиков с тех пор значительное и растущее число террористических атак в Кении было совершено местными кенийцами, многие из которых недавно обратились в ислам. По оценкам на 2012 год, численность кенийских боевиков составляла около 10% от общей численности сил «Аш-Шабааб». Называемые основными членами «Аш-Шабааб» «кенийскими моджахедами", новообращенные, как правило, молоды и чрезмерно усердны, а бедность делает их более легкой мишенью для вербовочной деятельности группировки. Поскольку внешне кенийские повстанцы отличается от сомалийских и арабских боевиков, что позволяет им сливаться с населением Кении в целом, их также часто труднее отследить. В сообщениях говорится, что «Аш-Шабааб» пытается создать еще более многонациональную генерацию боевиков в более крупном регионе. Один из таких новообращенных, который помог осуществить взрывы в Кампале, но теперь сотрудничает с кенийской полицией, считает, что при этом группа, по сути, пытается использовать местных кенийцев для выполнения своей «грязной работы», в то время как ее основные члены остаются невредимыми. По словам дипломатов, мусульманские районы в прибрежных районах Кении и Танзании, такие как Момбаса и Занзибар, также особенно уязвимы для вербовки.
18 ноября 2012 года 10 человек были убиты и 25 серьезно ранены, когда взрыв разорвал микроавтобус общественного транспорта (матату) маршрута 28 в Истли. Предполагалось, что произошёл взрыв самодельного взрывного устройства или какой-то бомбы. Последовали грабежи и разрушения домов и магазинов, принадлежащих сомалийцам, разъяренными толпами молодых кенийцев. Сомалийцы защищали свою собственность и истолковали взрыв автобуса как предлог для несомалийцев, чтобы воровать у своей общины.
20 ноября 2012 года Силы обороны Кении (KDF) напали на Гариссу в ходе военной операции. Солдаты KDF впоследствии сожгли местный рынок и открыли огонь по толпе протестующих,  убив женщину и ранив 10 человек. Еще 35 жителей, в том числе начальник и два ученика, также лечились в провинциальной больнице после нападения со стороны солдат. Группа депутатов во главе с Фарахом Маалимом обвинила кенийских офицеров в подстрекательстве к насилию, изнасиловании женщин и стрельбе по студентам и пригрозила передать дело в Международный суд ООН, если виновные не будут привлечены к ответственности. Маалим также предположил, что развертывание армии было неконституционным и не получило необходимого парламентского одобрения, и что последовавшее за этим буйство стоило предпринимателям Гариссы от 1,5 до 2 миллиардов шиллингов упущенной выгоды. Кроме того, шейхи из CPK пригрозили подать в суд на военачальников за преступления против человечности, совершенные во время операции. Тем не менее, общее преследование сомалийской общины со стороны кенийских полицейских продолжалось, причем некоторые офицеры доходили до того, что вторгались в дома сомалийских бизнесменов, забирая драгоценные украшения, иностранную валюту и электронные устройства, включая дорогие телефоны, ноутбуки и другие личные аксессуары.
К январю 2013 года сообщалось о массовом исходе жителей Сомали. Сотни сомалийских предпринимателей сняли от 10 до 40 миллиардов шиллингов со своих банковских счетов в Кении с намерением реинвестировать большую часть этих денег дома в Сомали. Коллективный отъезд больше всего затронул сектор недвижимости Истли, поскольку домовладельцы изо всех сил пытались найти кенийцев, способных позволить себе квартиры и магазины, оставленные сомалийцами по высоким ценам.
Спор о морской границе : Кения претендует на сомалийские воды, и решение было предложено Международным судом.

## Спор о прибрежном нефтяном месторождении
В феврале 2019 года официальные лица Кении заявили, что Сомали занимается ненадлежащей продажей прав на бурение на африканском побережье океана с аукциона. Международный арбитражный суд запланировал на сентябрь 2019 года процедуры, касающиеся морских территориальных вод, которые, как указывают сомалийские источники, упреждают кенийские официальные лица. Кения потребовала от Сомали отказаться от своего дела в Международном суде для двустороннего обсуждения. Сомали рассматривает это как тактику проволочек, поскольку обсуждение не дало результатов в период с 2009 по 2014 год. Кения передала права на добычу французским и итальянским компаниям в 2009 году, однако обвинила в этом Сомали. Сомали отвергла это обвинение. Единственная надежда на разрешение спора состоит в том, что Международный суд примет обязательное для исполнения решение.